# Штрокірхен
Штрокірхен (нім. Strohkirchen) — громада в Німеччині, розташована в землі Мекленбург-Передня Померанія. Входить до складу району Людвігслуст-Пархім. Складова частина об'єднання громад Гагенов-Ланд.
Площа — 14,78 км2. Населення становить 321 ос. (станом на 31 грудня 2020).